# Amira Mohamed Ali
Amira Mohamed Ali, née le 16 janvier 1980 à Hambourg est une femme politique allemande et avocate. Elle est députée et présidente de l'association BSW - Pour la raison et la justice, groupe de Sahra Wagenknecht, depuis octobre 2023. Elle est ancienne co-présidente du groupe Die Linke au Bundestag entre 2019 et 2023.

## Biographie
Amira Mohamed Ali grandit à Hambourg-Fuhlsbüttel, née d'un père égyptien et d'une mère allemande. Après avoir obtenu l'Abitur à Hambourg-Winterhude en 1998, elle sort diplômée en droit de l'université de Heidelberg et de Hambourg. Elle effectue ensuite un stage de 2005 à 2007 à la  Cour régionale supérieure d'Oldenburg.
Elle est admise au barreau en 2008 et travaille en tant que juriste d'entreprise chez un équipementier automobile jusqu'en 2017.
Mohamed Ali est mariée et vit à Oldenburg depuis 2005. Elle est de confession musulmane.

## Parcours politique
Amira Mohamed Ali est membre du conseil d'administration du district Oldenburg - Ammerland (en) de Die Linke en Basse-Saxe depuis 2015. Sa première candidature a lieu lors des élections municipales de 2016 à Oldenbourg. À cette élection, Die Linke réalise son record historique de voix dans la ville.
Lors des élections fédérales de 2017, elle est candidate sur la circonscription d'Oldenburg - Ammerland (de). Néanmoins, elle est élue en cinquième position sur la liste de Die Linke en Basse-Saxe.
Lors de la 19e législature du Bundestag, elle est membre de la commission des affaires juridiques et de la protection des consommateurs, elle est également porte-parole pour la protection des consommateurs et pour la protection des animaux de Die Linke au Bundestag.
Le 12 novembre 2019, elle est élue successeure et remplaçante de Sahra Wagenknecht en tant que co-présidente du groupe parlementaire Die Linke. Elle remporte un vote contre Caren Lay (en) par 36 voix contre 29.
Comme Sahra Wagenknecht, elle est considérée comme étant membre de l'aile gauche du parti. Néanmoins, contrairement à sa prédécesseure, elle se montre ouverte à une coalition rouge-rouge-verte (SPD-Die Linke-Grünen).